# معركة كوكوس

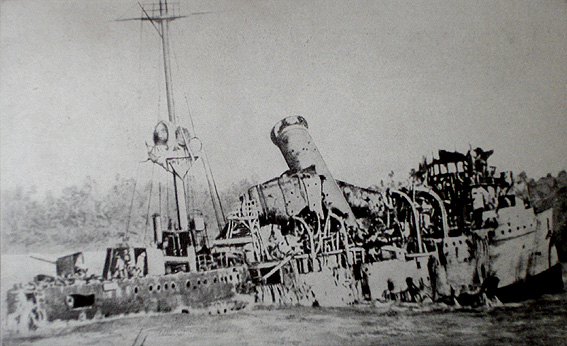
إمدن بعد المعركة

معركة كوكوس (بالإنجليزية: Battle of Cocos) جرت يوم 9 نوفمبر 1914 خلال الحرب العالمية الأولى قبالة جزر كوكس، في شمال شرق المحيط الهندي. هاجم الألماني الخفيف إس إم إس إمدن محطة الكابل البريطاني على جزيرة دايركشن قبل أن يتصدى له بعد ساعات الطراد الأسترالية الخفيف اتش إم آي إس سيدني. كان أول عمل معركة سفينة واحدة خاضت من قبل البحرية الملكية الأسترالية.

## الخلفية والمقدمة
قبل الحرب العالمية الأولى، كانت بارجة إمدن الحربية تعمل كجزء من أسطول شرق آسيا الألماني. بعد وقت قصير من بدء الحرب، أدى استمرار التهديد واحتمال انضمام اليابان إلى الحلفاء، إلى دفع الأسطول الألماني للتوجه إلى المحيط الهادئ، كمرحلة أولى من الانسحاب إلى ألمانيا. على عكس البقية، أُمرت السفينة إمدن، بناءً على اقتراح من فون مولر، بالتوجه إلى المحيط الهندي والبدء في حملة مداهمة، حيث كانت أحدث سفينة في أسطول شرق آسيا. خلال الشهرين التاليين، استولت السفينة الألمانية على 25 سفينة مدنية، وقصفت بعض المدراس. خلال هذين الشهرين، لم يُقتل أي من أفراد طاقم إمدن. في مرحلة ما، أُنشئ مسار رابع مزيف لإخفاء السفينة. وصف المؤرخ العسكري جورج أودغرز أنشطة إمدن بأنها واحدة من أكثر المهن جرأة للتدمير البحري في تاريخ البحرية، وإدراكًا منه للجهود المتزايدة للعثور على سفينته، اختار فون مولر المحطة اللاسلكية في جزيرة دايركشن كهدف تالي له، على أمل أن يؤدي تعطيلها، بالإضافة إلى إعاقة الاتصالات بين أستراليا والمملكة المتحدة، إلى إحباط الجهود للبحث عنها. بالنسبة إلى إمدن (التي تضمنت في هذه المرحلة ستة عشر سفينة حربية من خمس دول حليفة)، ووجههم بعيدًا عن طريق الشحن بين عدن والهند، حيث كانت سفينة إمدن تنوي أن تعمل بعد ذلك. كانت مدعومة من قبل بورسيك، وهي سفينة بريطانية تم الاستيلاء عليها في 27 سبتمبر. على الرغم من أن إمدن كان تعمل بشكل مستقل في ذلك الوقت تحت إشراف طاقم حائز على جائزة، فقد رتبت لإرسال إشارة لطلب الفحم إلى جزر كوكوس، ما يسمح لها بالتزود بالوقود قبل التوجه غربًا.
في أكتوبر 1914، كُلّفت سفينة سيدني وسفينة أخرى بمرافقة أول قافلة من الجنود الأستراليين والنيوزيلنديين المتجهين إلى مصر. في الأصل، كانت السفينة اليابانية المدرعة نيسشين جزءًا من القافلة، لكنها جنحت عنها في 12 أكتوبر، وعُيّنت سيدني بدلًا من ذلك. أبحر الموكب إلى ألباني، غرب أستراليا، حيث التقيا بالقافلة المكونة من 36 سفينة والمرافقين الآخرين، السفينة البريطانية المدرعة إتش إم إس واليابانية إيبوكي. غادرت سيدني وملبورن ومينوتور و36 سفينة تجارية من ألباني في 1 نوفمبر باتجاه كولومبو؛ كانت سفينة إيبوكي قد حوّلت مسارها إلى فريمانتل لكن قُبض عليها بعد يومين. في 8 نوفمبر، غادرت سفينة مينوتور القافلة بأوامر لدعم العمليات ضد جنوب غرب إفريقيا الألمانية، حيث أدى تدمير أسطول جنوب المحيط الأطلسي في معركة كورونيل إلى تعرض اتحاد جنوب إفريقيا لهجوم بحري. عُيّنت لاحقًا ملبورن كسفينة قائدة للقافلة.

## المعركة
في ليلة 8-9 نوفمبر، أبحرت إمدن إلى جزيرة دايركشن. في الساعة 06:00 يوم 9 نوفمبر، رست السفينة في بحيرة كوكوس وأرسلت سفينة أخرى لاستدعاء لبورسيك. رُصدت السفينة من قبل أفراد خارج الخدمة في المحطة، وعلى الرغم من الاشتباه في أن السفينة كانت في البداية مينوتور، لاحظ المسؤول الطبي بالمحطة أن السفينة كانت من البداية خاطئة، وأبلغ المشرف دارسي فارانت عن احتمالية وجود سفينة إمدن في الخليج. أمر فارانت عامل التلغراف المناوب (الذي تنبّه بالفعل من خلال الإشارة الألمانية المشفرة) بالبدء في إرسال نداء استغاثة عبر اللاسلكي. تمكنت إمدن من تشويش الإشارة اللاسلكية بعد وقت قصير من بدئها، بينما وصلت مكالمة استغاثة عبر البرقية حتى اقتحم فريق مسلح غرفة الإرسال. سمع فريق مينوتور المكالمة اللاسلكية واعترف بها، لكن فون مولر لم يكن مهتمًا، حيث أشارت قوة الإشارة إلى أن مينوتور كانت على بعد 10 ساعات على الأقل. أصدر فون تعليماته إلى فارانت بتسليم مفاتيح مباني المحطة وأي أسلحة سلمها المشرف، بالإضافة إلى الأخبار التي تفيد بأن القيصر قد أعلن عن جوائز لأعمال إمدن في بينانغ.
بعد السيطرة على المحطة وموظفيها البالغ عددهم 34 موظفًا، حطّم الموظفون الألمان معدات الإرسال وقطعوا اثنين من الكابلات الثلاثة التابعة للمحطة تحت البحر، بالإضافة إلى كبل وهمي. كما قاموا بقطع خط اللاسلكي الرئيسي؛ على الرغم من تصرفهم بحذر بناءً على طلب الموظفين، حوالي الساعة 9:00 صباحًا، رأى رجال المراقبة في إمدن دخانًا من سفينة تقترب. في البداية كان يُفترض أنها بوريسك، بحلول الساعة 09:15 تعرفوا عليها على أنها سفينة حربية. عندما كانت سفينة إمدن مستعدة للمعركة، أُرسلت العديد من الإشارات إلى الطرف الساحلي للإسراع، ولكن في الساعة 09:30، كان على المهاجم رفع المرساة والإبحار لمقابلة السفينة المعادية التي تقترب، تاركًا فريق فون موكي وراءه على الرغم من بذل قصارى جهدهم للحاق بالموكب.
وصل إلى قافلة أنزاك، المتمركزة على بعد 80 كيلومترًا (50 ميلًا) شمال شرق جزر كوكوس، استدعاء بوريسك المشفر، ثم نداء الاستغاثة من جزيرة دايركشن. اعتقادًا منه أن السفينة المجهولة هي إمدن أو كونيجسبيرغ (التي اعتقدوا أيضًا أنها موجودة في المنطقة)، أمر قبطان ملبورن، مورتيمر سيلفر، سفينته بالسير بأقصى سرعة والتوجه إلى كوكوس. سرعان ما أدرك سيلفر أنه كقائد لمرافقة القافلة، كان بحاجة للبقاء مع القوات العسكرية، وأمر سيدني على مضض بالانفصال. رفعت إبوكي شارة المعركة وطلبت الإذن للحاق بسيدني، ولكن أمرت السفينة اليابانية بالبقاء مع القافلة. في الساعة 09:15، رصدت سيدني جزيرة دايركشن والسفينة المهاجمة. واثقًا من قدرتها على اجتياز السفينة الألمانية وتجاوزها والتفوق عليها، أمر غلوسوب السفينة بالاستعداد للعمل. اتفق مع ضابط المدفعية على فتح النار على مسافة 9500 ياردة (8700 م) داخل نطاق الرماية بسيدني، ولكن خارج النطاق المتوقع لبنادق إمدن.
كانت سفينة إمدن أول من بدأ إطلاق النار في الساعة 09:40، وسجلت إصابات عند إطلاق صاروخها الرابع: انفجرت قذيفتان بالقرب من محطة التحكم في الخلف ودمرت أداة تحديد المسافة في الخلف، بينما اخترقت قذيفة ثالثة أداة تحديد المدى الأمامية والجسر دون أن تنفجر. سقطت هذه الطلقات على مسافة تقارب 10000 ياردة (9100 م)؛ سمح لها ارتفاع بنادقها الرئيسية بمقدار 30 درجة بإطلاق النار أكثر بكثير من التقديرات البريطانية. أدرك فون مولر أن نجاحه في المعركة تطلّب من إمدن إحداث أكبر قدر ممكن من الضرر قبل أن ترد السفينة الأخرى، ولكن على الرغم من معدل إطلاق النار الشديد من الألمان خلال الدقائق العشر التالية (عند نقاط تصل إلى عدد كبير من الطلقات كل ست ثوان)، كانت الزاوية العالية للمدافع والمظهر الضيق الذي قدمته سيدني يعني أن 15 قذيفة فقط أصابت السفينة الحربية الأسترالية، وانفجرت 5 منها فقط. بالإضافة إلى أجهزة تحديد المدى، لحق ضرر بمسدس إس تو بسبب اصطدام قريب بشظية ساخنة في طاقم المدفع ثم أُشعلت شحنات كوردايت كانت مخزنة في مكان قريب للقتال، وانفجرت قذيفة أخرى في منصة أمامية. قُتل أربعة بحارة وجُرح ستة عشر آخرون، وهم كانوا الضحايا الوحيدين على متن سيدني خلال الاشتباك بأكمله.